# Kaljärvi
Kaljärvi eller Kalljärvi är en sjö i Kyrkslätts kommun i Finland.   Den ligger i landskapet Nyland, i den södra delen av landet, 30 km väster om huvudstaden Helsingfors. Kaljärvi ligger 44,1 meter över havet. I omgivningarna runt Kaljärvi växer i huvudsak blandskog. Arean är 62,6 hektar och strandlinjen är 5,03 kilometer lång. Sjön  ingår i Finska vikens kustområde. 